# Hydromys hussoni
Hydromys hussoni là một loài động vật có vú trong họ Chuột, bộ Gặm nhấm. Loài này được Musser & Piik mô tả năm 1982.